# Крос Ривер
Крос Ривер је једна од савезних држава Нигерије. Налази се на југоистоку земље, а главни град државе је град Калабар. 
Држава Крос Ривер је формирана 1967. године. Заузима површину од 20.156 km² и има 3.104.446 становника (подаци из 2005). 